# جمعية العلماء المسلمين شعبة بلدية غليزان
جمعية العلماء المسلمين شعبة بلدية غليزان من أشهر شعب الجمعية في الجزائر إبان الحقبة الإستعمارية حيث أنشأها السيد المصلح جلول بوناب عام 1931م وترأسها لغاية عام 1957م فتردد عليها الإمام ابن باديس، والإمام الإبراهيمي الذي كان مكلفا بشؤون الجمعية في الغرب الجزائري، كما زارها الشيخ العربي التبسي، ومحمد خير الدين.
وفي مطلع الألفية الثالثة أعيد تأسيس الجمعية على يد السيد بن عودة حيرش عام 2001 م .

## مؤسسات الجمعية
- مدرسة الفتح
- نادي الإيمان
- مسجد أطلق عليه فيما بعد اسم الشهيد الشيخ العربي التبسي

## تلامذة الشعبة
- محمد إيسياخم
- حنفي بن عيسى ، أستاذ علم النفس في جامعة الجزائر
- الأزرق ابن علو
- بدرة جلول عبو التي صارت فيما بعد معلمة وقال لها الإمام الإبراهيمي لما زار القسم الذي كانت تدرّس فيه: | جمعية العلماء المسلمين شعبة بلدية غليزان | أنت إن شاء الله امرأة المستقبل | جمعية العلماء المسلمين شعبة بلدية غليزان |

## رؤساء الجمعية
1. 1957-1932م جلول بوناب .
2. 2001- لغاية اليوم بن عودة حيرش .

## فعاليات الجمعية
تعد القضية الفلسطينية من بين أهم القضايا الإنسانية التي تتبناها وتناصرها الجمعية وتندد بكل أشكال الإستبداد الصهيوني ،وتقوم الجمعية في كل شهر رمضان بتنظيم مائدة رمضان لنصرة الأقصى  وبحضور ممثلي لدولة فلسطين مثل السيد سامي أبو زهري و محمد عثمان ابو البراء.